# Spartaeus bani
Spartaeus bani là một loài nhện trong họ Salticidae.
Loài này thuộc chi Spartaeus. Spartaeus bani được Ikeda miêu tả năm 1995.